# Нуево (Каліфорнія)
Нуево (англ. Nuevo) — переписна місцевість (CDP) в США, в окрузі Ріверсайд штату Каліфорнія. Населення — 6733 особи (2020).

## Географія
Нуево розташоване за координатами 33°48′4″ пн. ш. 117°8′29″ зх. д. / 33.80111° пн. ш. 117.14139° зх. д. (33.801141, -117.141400).  За даними Бюро перепису населення США в 2010 році переписна місцевість мала площу 17,54 км², уся площа — суходіл.

## Демографія
Згідно з переписом 2010 року, у переписній місцевості мешкало 6447 осіб у 1795 домогосподарствах у складі 1504 родин. Густота населення становила 368 осіб/км².  Було 1963 помешкання (112/км²).
Расовий склад населення:
| Група                                | 2000           | 2010           |
| Білі американці                      | 2.702 (65,3 %) | 2.601 (40,3 %) |
| Афроамериканці                       | 86 (2,1 %)     | 113 (1,8 %)    |
| Американці азійського походження     | 54 (1,3 %)     | 82 (1,3 %)     |
| Іспаноамериканці та латиноамериканці | 1.215 (29,4 %) | 3.514 (54,5 %) |
| Загалом                              | 4.135          | 6.447          |

До двох чи більше рас належало 5,0 %. Частка іспаномовних становила 54,5 % від усіх мешканців.
За віковим діапазоном населення розподілялося таким чином: 30,0 % — особи молодші 18 років, 60,5 % — особи у віці 18—64 років, 9,5 % — особи у віці 65 років та старші. Медіана віку мешканця становила 32,9 року. На 100 осіб жіночої статі у переписній місцевості припадало 100,6 чоловіків;  на 100 жінок у віці від 18 років та старших — 101,1 чоловіків також старших 18 років.
Середній дохід на одне домашнє господарство  становив 69 417 доларів США (медіана — 57 446), а середній дохід на одну сім'ю — 72 289 доларів (медіана — 63 714). Медіана доходів становила 51 667 доларів для чоловіків та 33 071 долар для жінок. За межею бідності перебувало 21,4 % осіб, у тому числі 31,9 % дітей у віці до 18 років та 9,2 % осіб у віці 65 років та старших.
Цивільне працевлаштоване населення становило 2953 особи. Основні галузі зайнятості: освіта, охорона здоров'я та соціальна допомога — 20,9 %, будівництво — 14,7 %, роздрібна торгівля — 13,5 %.